# Export 8
Export 8 is een Belgisch bier van lage gisting. Het bier wordt gebrouwen door Brouwerij Haacht te Boortmeerbeek. 
Het is een blond bier van lage gisting van het type export met een alcoholpercentage van 4,7%. Dit is iets minder dan de klassieke pils waardoor het vlotter binnen gaat. Tussen 1925 en 1975 was dit soort bier erg populair in België bij de arbeidersklasse. In sommige Vlaamse regio’s wordt het nog veel gedronken.